# Червен Лиляк
Никола Иванов Костов, по-известен под псевдонима Червен Лиляк, е български поет-хуморист.

## Биография
Никола Костов е роден на 23 декември 1891 г. във Враца. През 1908 г. е публикувано първото му стихотоворение „Есен“ в списание „Теменужка“. По-късно негови произведения се печатат в „Какво да е“, „Барабан“, „Палячо“, „Маска“, „Монокъл“, „Българан“, „Утро“, „Дневник“, „Заря“, „Стършел“, „Отечествен зов“ и други хумористични и сатирични издания. Автор е на стихосбирката „Войнишки въздишки“ (1929), претърпяла четири издания.
Освен поет, Червен Лиляк е спортист и турист.
Почива на 17 ноември 1982 г.